# Brachymeles vermis
Brachymeles vermis е вид влечуго от семейство Сцинкови (Scincidae). Видът е застрашен от изчезване.

## Разпространение
Разпространен е във Филипини.

## Описание
Популацията на вида е намаляваща.